# 参宿增廿八
参宿增廿八（麒麟座γ），又名BD-06 1469，HD 43232、SAO 133012、HR 2227，是麒麟座的一颗恒星，视星等为3.98，位于銀經214.4，銀緯-10.98，其B1900.0坐标为赤經6h 9m 58.6s，赤緯-6° -10.98′ 39″。